# Бартонь, Славомир
Славомир Бартонь (чеш. Slavomír Bartoň; 12 января 1926, Липувка, Чехословакия — 16 января 2004, Брно, Чехия) — чехословацкий хоккеист (центральный нападающий), футболист и тренер.

## Биография
Родился 22 января 1926 года в Липувке. Игровую карьеру начал с 1943 года, выступая в низших лигах за ХК «Сокол» (Куржим). Затем играл за ХК «Черна Гора», а с 1945 года выступал в основном за клубы города Брно, первым из которых стал выступавший в третьем дивизионе «СХК Жижка». В высшем дивизионе Чехословакии дебютировал в сезоне 1948/49 в составе «Зброёвки», в том же сезоне впервые сыграл за сборную страны. В начале 1950-х годов провёл два сезона в пражском армейском клубе АТК, затем вернулся в Брно, где играл за «Збройовку» и «Руда Гвезду». Становился неоднократным чемпионом Чехословакии (1955, 1956, 1957, 1958, 1960, 1961, 1962), вторым призёром (1952, 1954), третьим призёром (1959). Был одним из лидеров нападения в первых звеньях своих клубов. Всего в высшем дивизионе Чехословакии сыграл 213 матчей, забросив 188 шайб.
В период с 1948 по 1958 гг. в сборной Чехословакии сыграл 63 матча и забросил 56 шайб в ворота. В период с 1952 по 1958 гг. принимал участие в Чемпионатах мира и Европы по хоккею с шайбой. В 1955 и 1957 гг. стал третьим призёром Чемпионата мира, в 1955 году стал вторым призёром Чемпионата Европы, а в период с 1956 по 1958 гг. стал третьим призёром Чемпионата Европы. В 1953 году являлся капитаном сборной.
Отлично передвигался по полю на коньках, был высокотехничным хоккеистом, умел ловко обводить и передавать шайбы, а также точно бросал шайбы по воротам.
Ещё во время игровой карьеры начал работать тренером, в 1954—1955 и 1960—1961 годах был играющим ассистентом тренера «Руда Гвезды». В 1962 году, после окончания игровой карьеры, стал главным тренером сборной Италии, где работал в течение двух сезонов, одновременно тренировал местный клуб «Кортина». В сезоне 1964/65 возглавлял клуб «ТЕ Готвальдов» и в трёх играх чемпионата сам выходил на поле. Затем тренировал ЗКЛ (Брно) и «Мотор» (Ческе Будеёвице), а также снова работал с итальянской «Кортиной». В 1977—1979 годах возглавлял сборную Польши. После этого работал в Чехословакии с клубами низших лиг, а в конце карьеры в 1986—1987 годах тренировал молодёжную сборную Италии.
Также выступал в футболе. В высшем дивизионе Чехословакии провёл 29 матчей — 20 игр в 1949 году за «Зброёвку» и 9 игр в 1951 году во время армейской службы за пражскую «Дуклу». В 1952 году вернулся в «Зброёвку» и играл за неё во втором дивизионе, но позднее сосредоточился на хоккее.
Скончался 16 января 2004 года в Брно, в возрасте 78 лет.

## Статистики

### Национальная статистика
| Rok  | Tým            | Událost | Z | G  | A | B  | TM |
| ---- | -------------- | ------- | - | -- | - | -- | -- |
| 1952 | Československo | OH      | 9 | 8  | 1 | 9  | —  |
| 1953 | Československo | MS      | 4 | 6  | 0 | 6  | —  |
| 1955 | Československo | MS      | 8 | 11 | 1 | 12 | 0  |
| 1956 | Československo | OH      | 7 | 3  | 2 | 5  | 4  |
| 1957 | Československo | MS      | 7 | 8  | 2 | 10 | 0  |
| 1958 | Československo | MS      | 3 | 1  | 0 | 1  | 0  |

## Награды, премии и почётные звания
- 1959 — Заслуженный мастер спорта